# 不知火海横断フェリー

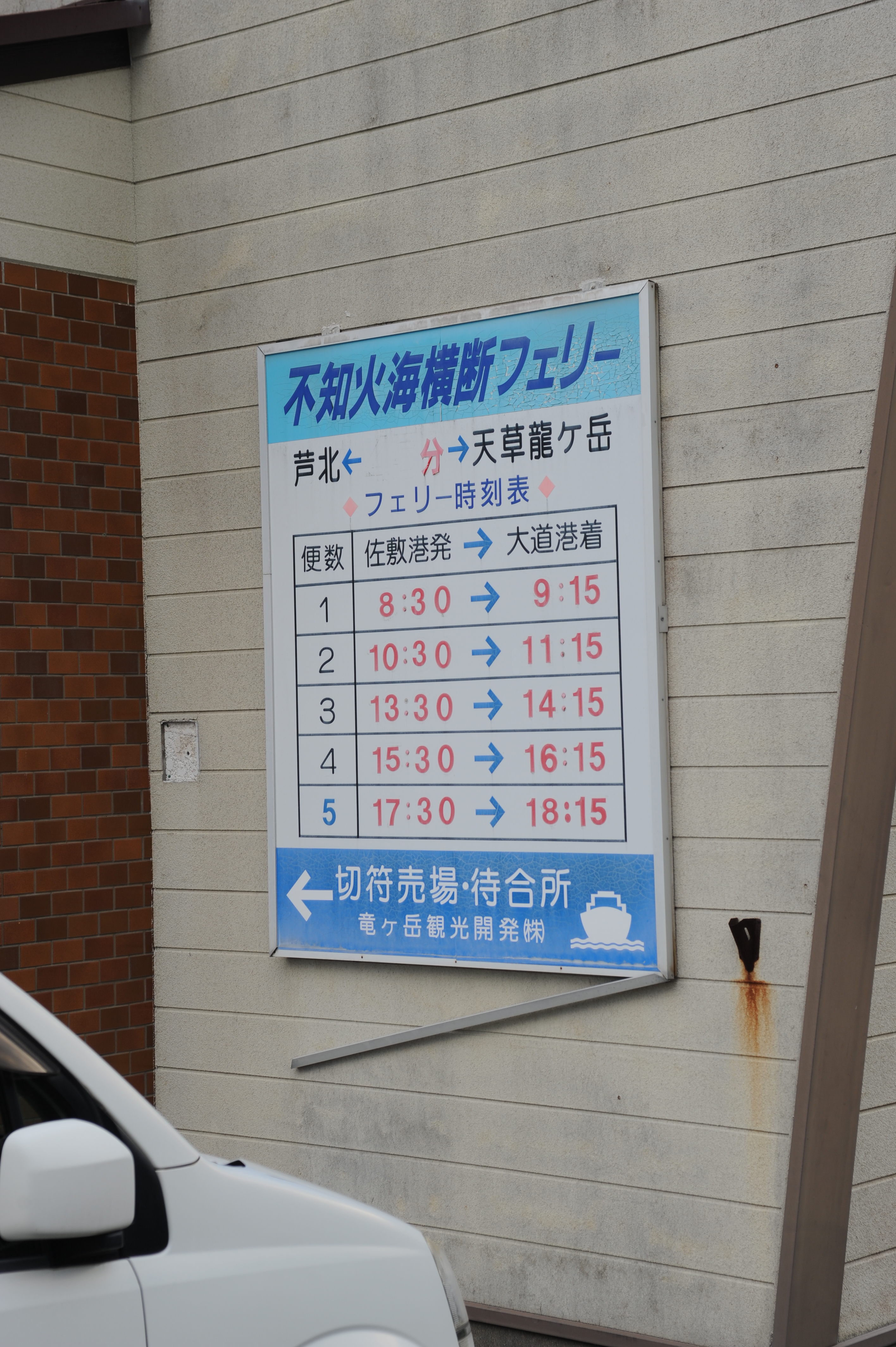
時刻表（佐敷港）

不知火海横断フェリー（しらぬいかいおうだんフェリー）は、九州本土の熊本県芦北町と天草上島の龍ヶ岳町を連絡していたフェリー航路である。
本項では「不知火海横断フェリー」の愛称で同航路を運営した竜ヶ岳観光開発株式会社のほか、以前に同航路を運営した天草芦北フェリー株式会社並びにその前身である城南交通船株式会社による航路についても記述する。

## 概要
芦北町の佐敷港は、近代化初期まで交通の要衝として多く利用されていたが、陸上交通の発展とともに拠点性は次第に失われ、戦後は城南交通船株式会社によって九州沿岸と御所浦島・天草上島・天草下島を巡航する、一日1往復の航路が唯一の定期航路となっていた。
1971年（昭和46年）に佐敷港と天草上島の大道港を連絡するフェリー航路の構想が持ち上がると、両港の改修工事が行われ、城南交通船には鹿児島市のいわさきグループが資本参加し、資本金は50万円から数次にわたる増資によって1億5,000万円にまで増強され、フェリー航路の開設を迎えることになった。
1982年（昭和57年）8月1日、城南交通船から社名を天草芦北フェリー株式会社に改め、佐敷 - 大道に初のカーフェリーが就航する。当初は錦江湾フェリー（南海郵船）の中古船「第二佐多丸」を用船し、1985年（昭和60年）4月に新造船「あまくさ」が就航した。
1997年（平成9年）に航路休止、1998年（平成10年）1月20日には廃止となって、いわさきグループも撤退するが、地元の強い要請により、龍ヶ岳町の第三セクターである竜ヶ岳観光開発株式会社が運航主体となり、同年10月1日、新生「不知火海横断フェリー」として再開された。
再開後は航路事情に合わせて小型化した船舶を中古で調達し、収支の改善を図ったものの、利用の漸減と燃油費の高騰によって収支は厳しく、2005年（平成17年）に運航を停止し、その後廃止となっている。

## 航路
自治体はいずれも当時のものである。

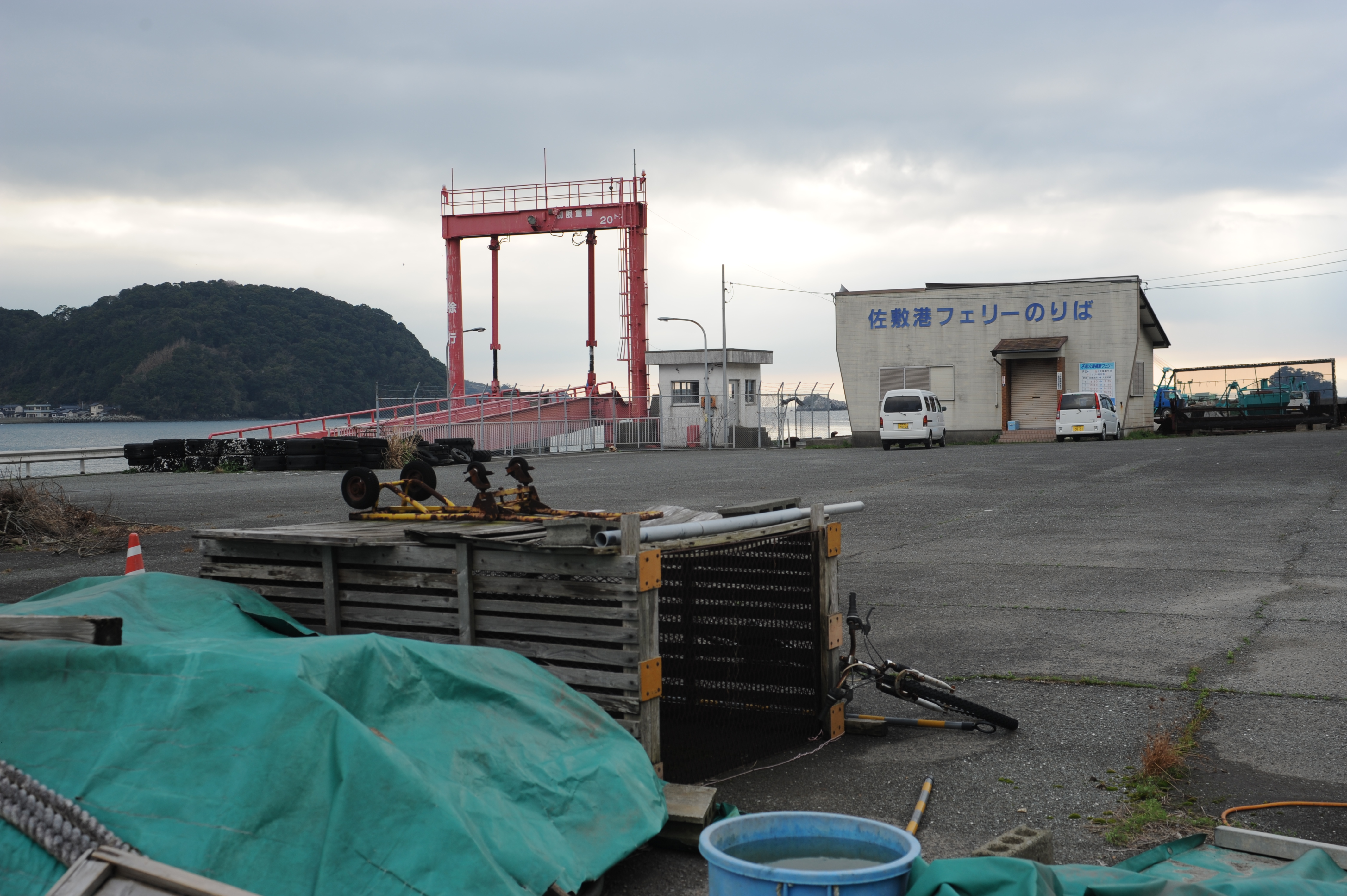
佐敷港フェリーターミナル（2016年）

- 佐敷 - 福浦（津奈木村） - 平国（津奈木村） - 赤崎（津奈木村） - 嵐口（御所浦村） - 御所浦（御所浦村） - 与一浦（御所浦村） - 池ノ浦（龍ヶ岳村） - 棚底（倉岳村） - 宮田（倉岳村） - 栖本（栖本村） - 大門（本渡市）[1]

1955年、城南交通船による運航。24浬、一日1往復。
その後、寄港地は順次抜港され、1966年時点では本渡瀬戸の航路整備によって本渡港に延航、九州本土の寄港地はなくなっている。
- 佐敷 - 大道 - 嵐口 - 与一浦 - 棚底 - 本渡（本渡市）[3]

1982年、フェリー化直前の航路。47.3km、一日1往復、休日運休。
- 佐敷 - 大道

1982年以降、天草芦北フェリー・竜ヶ岳観光開発によるフェリー航路。14km。
一日3 - 5往復、所要時間は40 - 55分であった。

## 船舶

### 城南交通船
すべて旅客船である。
- 城南丸[1]（初代）

1949年4月進水、木造。
19.10総トン、焼玉機関、機関出力50ps、航海速力8ノット、旅客定員35名。
- 城南丸[5]（2代）

1962年3月進水、鋼製。
26.98総トン、ディーゼル1基、機関出力90ps、航海速力7ノット、旅客定員32名。
- 佐多丸[6]

1959年5月進水、鋼製。錦江湾フェリーより用船。
135.09総トン、ディーゼル1基、機関出力430ps、航海速力10.5ノット、旅客定員90名。
- 第八初丸[7]

1978年7月1日進水、木造。個人船主所有（用船）。
4.9総トン、ディーゼル1基、機関出力80ps、航海速力12ノット、旅客定員23名。
- 第十八初丸[8]

1980年11月進水、FRP製。個人船主所有（用船）。
4.9総トン、ディーゼル1基、機関出力190ps、航海速力12ノット、旅客定員19名。

### 天草芦北フェリー
すべてフェリーである。
- 第二佐多丸[9]

三菱重工業下関造船所建造、1965年5月竣工。錦江湾フェリー→南海郵船より用船。
613.43総トン、全長52.50m、型幅10.00m、型深さ4.20m、ディーゼル2基、機関出力1,600ps、航海速力11.0ノット、旅客定員300名。
- あまくさ[10]

山中造船建造、1985年3月竣工。南海郵船より用船。
452総トン、全長40.46m、型幅11.90m、型深さ3.80m、ディーゼル1基、機関出力1,100ps、航海速力11.0ノット、旅客定員320名、乗用車31台。
新造船であるが、南海郵船が所有し用船する形となっていた。

### 竜ヶ岳観光開発
すべてフェリーであるが、中古船によって運航された。
- 上天草[10][注 2]

備南船舶工業建造、1968年7月竣工。もと因島汽船「第七はぶ丸」→岩城汽船「第八親交丸」。
153.01総トン、全長33.00m、型幅7.00m、型深さ2.70m、ディーゼル1基、機関出力450ps、航海速力10ノット、旅客定員219名、乗用車15台。
「第二しらぬひ」就航後、売船され「新門司8号」に改名。
- 第二しらぬひ[10][11][注 3]

川本造船所建造、1989年7月竣工、もと土生商船「第二かんおん」。
282総トン、全長42.70m、型幅9.50m、型深さ3.10m、ディーゼル1基、機関出力1,200ps、航海速力11.0ノット、旅客定員350名、大型トラック4台、乗用車4台。
航路休止後、2006年に海外売船された。